# Бермільйо-де-Саяго
Бермільйо-де-Саяго (ісп. Bermillo de Sayago) — муніципалітет в Іспанії, у складі автономної спільноти Кастилія-і-Леон, у провінції Самора. Населення — 1252 особи (2010).
Муніципалітет розташований на відстані близько 230 км на північний захід від Мадрида, 34 км на південний захід від Самори.
На території муніципалітету розташовані такі населені пункти: (дані про населення за 2010 рік)
- Бермільйо-де-Саяго: 558 осіб
- Фадон: 78 осіб
- Фреснадільйо: 95 осіб
- Ганаме: 99 осіб
- Піньюель: 83 особи
- Торрефрадес: 168 осіб
- Вільямор-де-Кадосос: 88 осіб
- Вільямор-де-ла-Ладре: 83 особи

## Демографія
Динаміка населення (INE ):